# Bernhard Landtman
Bernhard Landtman, född 17 november 1916 i Helsingfors, död där 9 maj 1979, var en finlandssvensk barnläkare. Han var son till sociologen Gunnar Landtman.
Landtman blev medicine och kirurgie doktor 1944. Han var 1951–1961 docent och från 1961 till sin död e.o. professor i pediatrik vid Helsingfors universitet. Hans expertområde var hjärtsjukdomarna i barnaåldern.